# Estació de Concha Espina
Concha Espina és una estació de Metro de Madrid que serveix la línia 9. Va ser inaugurada el 3 de juny de 1983.
| Metro de Madrid        |          |       |               |                                   |
| Procedència/Destinació | <        | Línia | >             | Procedència/Destinació            |
| Mirasierra             | Colombia |       | Cruz del Rayo | Puerta de Arganda Arganda del Rey |